# Profundidad de foco (tectónica)
En sismología, la profundidad de foco, profundidad focal o  profundidad del hipocentro se refiere a la profundidad a la que ocurre un terremoto. Los terremotos que ocurren a una profundidad de menos de 70 kilómetros (43,5 mi) se clasifican como terremotos de foco superficial, mientras que aquellos con una profundidad focal entre 70 kilómetros (43,5 mi) y 300 kilómetros (186,4 mi) se denominan comúnmente terremotos de foco medio o profundidad intermedia. En las zonas de subducción, donde la corteza oceánica más antigua y fría desciende debajo de otra placa tectónica, pueden ocurrir terremotos de foco profundo a profundidades mucho mayores en el manto, que van desde 300 kilómetros (186,4 mi) hasta 700 kilómetros (435 mi).
La causa de los terremotos de foco profundo aun no se comprende por completo, ya que la litosfera subducida a ese régimen de presión y temperatura no debe exhibir un comportamiento quebradizo. Un posible mecanismo para la generación de terremotos de foco profundo es la falla causada por el olivino que experimenta una transición de fase en una estructura de espinela, con la cual se cree que están asociados. Los terremotos a esta profundidad de foco generalmente ocurren en los límites convergentes oceánico-continentales, a lo largo de las zonas de Wadati-Benioff.

## Descubrimiento
La evidencia de terremotos de foco profundo fue descubierta en 1922 por H.H. Turner de Oxford, Inglaterra. Anteriormente, se consideraba que todos los terremotos tenían profundidades focales poco profundas. La existencia de terremotos de foco profundo se confirmó en 1931 a partir de estudios de los sismogramas de varios terremotos, lo que a su vez condujo a la construcción de curvas de tiempo de viaje para terremotos intermedios y profundos.